# Flaviana Matata
Flaviana Matata (sinh ngày 9 tháng 6 năm 1988) là một nữ hoàng sắc đẹp và người mẫu thời trang Tanzania. Cô là một trong danh sách 7 người mẫu hàng đầu về thu nhập cao nhất châu Phi được đề cập vào năm 2013 Forbes Africa. Trong năm 2017, cô được đề cập bởi okay.com là một trong Top 100 phụ nữ ở Châu Phi.

## Cuộc sống và giáo dục
Cô sinh ra và lớn lên ở Shinyanga, Tanzania. Cô chủ yếu được nuôi dưỡng bởi cha cô sau cái chết của mẹ cô, bà qua đời trong vụ đắm tàu của MV Bukoba trong năm 1996. Cô theo học trường trung học cơ sở Kowak Girls Mission và hoàn thành chương trình giáo dục trung học của mình. Cô sau đó học một khóa bằng tốt nghiệp ngành kỹ thuật điện tại trường cao đẳng kỹ thuật Arusha trước khi hướng đến việc tham dự Hoa hậu Hoàn vũ Tanzania.

## Hoa hậu Hoàn vũ 2007
Matata giành được chiến thắng ở lần đầu tiên tổ chức của cuộc thi Hoa hậu Hoàn vũ Tanzania năm 2007, và tiếp tục đại diện cho đất nước của mình tham gia cuộc thi Hoa hậu Hoàn vũ cùng năm. Tại đây, cô đã lọt vào Top 10. Cô là thí sinh đầu tiên từ Tanzania thi đấu tại Hoa hậu Hoàn vũ 2007 và thi đấu với một cái đầu không tóc.